# Antonio de Solís y Rivadeneyra

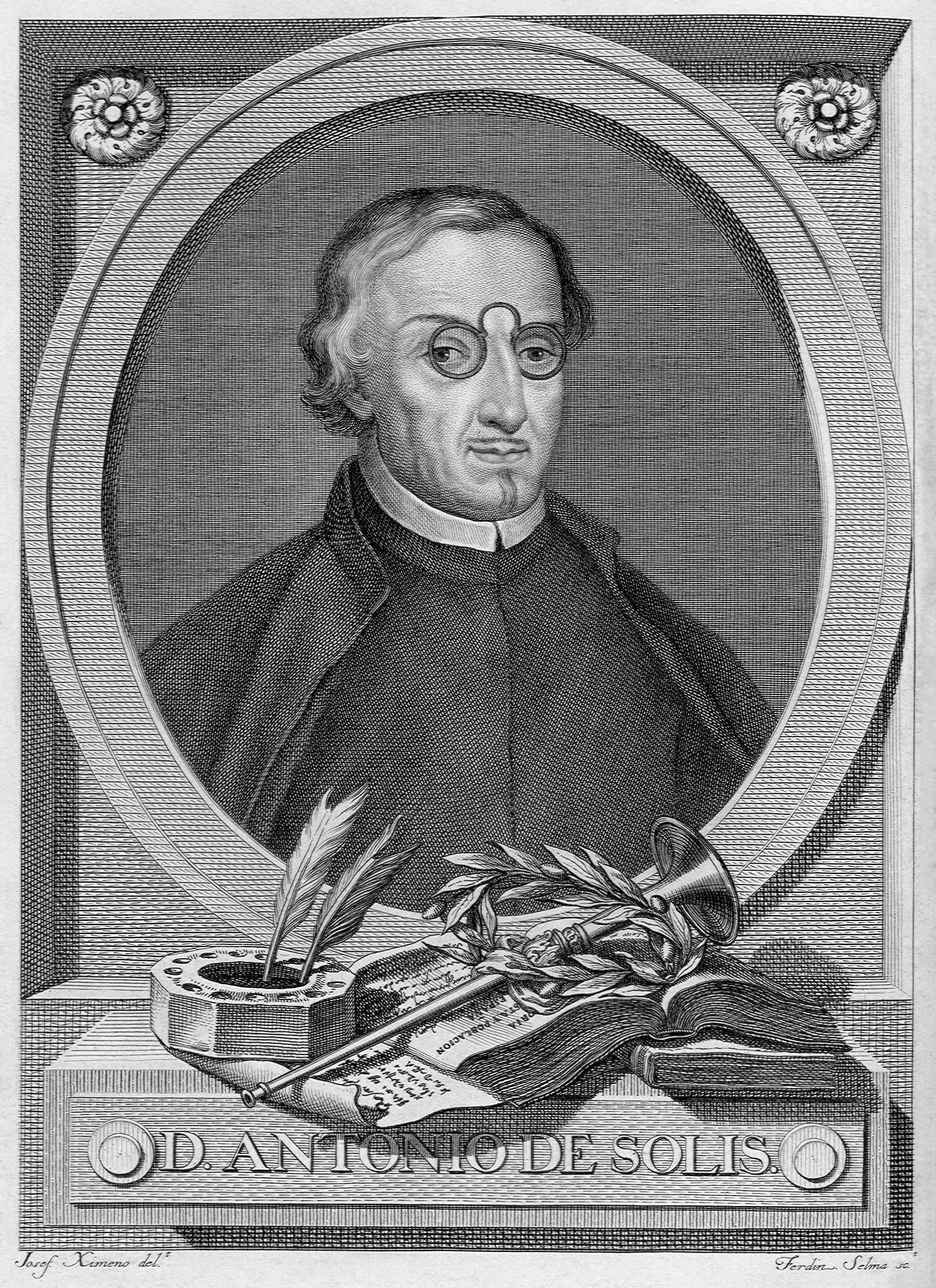
Retrat d'Antonio de Solís, 1783

Antonio de Solís y Rivadeneyra (Alcalá de Henares, 18 de juliol de 1610 – Madrid, 19 d'abril de 1686) fou un dramaturg, prosista i poeta del Segle d'or espanyol emmarcat dins la literatura barroca. Ocupà el càrrec de Cronista Major d'Índies entre 1660 i 1686.

## Biografia

### Joventut i primeres obres (1610-1650)
Era fill del llicenciat Juan Jerónimo de Solís, d'origen nobiliari, i d'Ana María de Rivadeneyra. Tingué un germà anomenat Manuel.
El 1622 ingressà a la Universitat de Salamanca on estudià llatí, retòrica i dialèctica. Entre 1624 i 1627 cursà tres dels cinc cursos de Dret canònic a la Facultat de Cànons, però ho abandonà per seguir la seva vocació literària. A aquesta època s'atribueix la seva primera obra teatral, la comèdia Amor y obligación, que romangué inèdita fins al segle xx.
A finals de 1628, es traslladà a Madrid i, ben aviat, s'integrà en el món literari de la capital. El 1630 escriví dues lloes que serviren de pròleg per a sengles obres teatrals d'en Salvador Jacinto Polo de Medina; i, entre 1631 i 1635 participà en la majoria de publicacions col·lectives madrilenyes com els Elogios al Palacio Real del Buen Retiro, escritos por algunos ingenios de España (1635) i la Fama póstuma a la vida y la muerte del doctor frey Lope Félix de Vega Carpio y elogios panegíricos, escritos por los más esclarecidos ingenios, solicitados por el doctor Juan Pérez de Montalbán (1636). Alhora, va escriure i estrenar diverses comèdies: La Gitanilla (1632), Amparar al enemigo (1635) i La más dichosa venganza (1635).
A principis de 1637 fou nomenat secretari de Duarte Fernando Álvarez de Toledo y Portugal, VIIè Comte d'Oropesa, que li obrí les portes dels certàmens literaris i reunions poètiques que es duien a terme als Palaus Reial i del Buen Retiro i, en poc temps, passà a escriure obres teatrals per a la Cort de Felip IV de Castella. A aquest període pertanyen dues comèdies, d'una de la quals s'ignora el nom i que fou escrita conjuntament amb Francisco de Rojas i Pedro Calderón de la Barca i, l'altra, Eurídice y Orfeo (1640), que no s'estrenà fins a l'any 1643.
Tanmateix, la seva carrera com a dramaturg es veié frenada a partir de 1640 arran de l'inici de la Guerra dels Segadors i la Guerra de Restauració portuguesa, que desviaren l'atenció de la Cort vers altres temes; i, del nomenament del Comte d'Oropesa com a Virrei i Capità General de Navarra, el 1643, i de València, el 1645, que l'obligà a traslladar-se a Pamplona i a València.

### Dramaturg de Felip IV (1651-1660)
De retorn a Madrid l'any 1651, rebé de Felip IV la distinció honorífica de secretari del rei i reprengué la seva producció esdevenint un dels dramaturgs de més prestigi de la Cort, junt amb Calderón de la Barca. Amb aquest darrer i amb Antonio Coello recrearen al castellà la comèdia italiana d'en Giovan Battista Guarini, El pastor Fido (1652).
L'any 1658, amb motiu del naixement de l'hereu al tron, estrenà la comèdia de tramoia Triunfos de amor y fortuna (1658). L'obra tingué una notorietat extraordinària. Es representà al menys 60 vegades amb una recaptació diària de mil ducats. En paraules d'en Frédéric Serralta: «Pero también fue Solís, claro está, el artífice de un triunfo que muy probablemente no tuvo comparación en los anales de todo el teatro español del siglo XVII.»

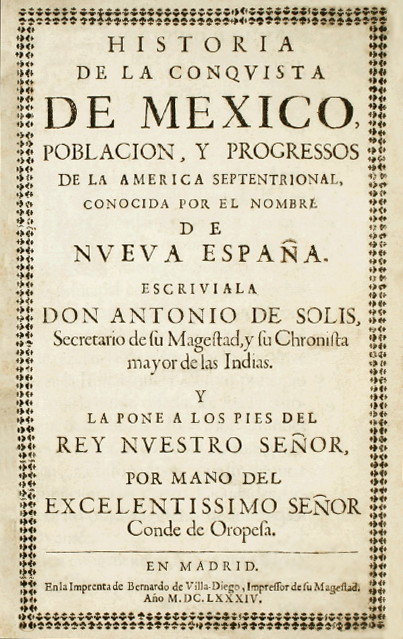
Portada de la Historia de la conquista de México, corresponent a l'edició publicada l'any 1684 a Madrid.

### Cronista d'Índies (1660-1686)
La fama així adquirida li reportà ser nomenat historiògraf i Cronista Major d'Índies, el 15 d'octubre de 1660, per cobrir la vacant deixada per Antonio de León Pinelo.
A l'hora d'enfrontar l'encàrrec de prosseguir la recopilació de la història de les Índies, davant la impossibilitat d'abraçar-la en la seva totalitat, decidí escriure sobre la conquesta de Mèxic per considerar que «la Nueva España, ó está sin historia que merezca este nombre, ó necesita de ponerse en defensa contra las plumas que se encargaron de su posterioridad.» Per a l'elaboració de la seva obra partí de l'estudi, entre d'altres, de les cartes de relació escrites per Hernán Cortés i els escrits de Francisco López de Gomara i de Bernal Díaz del Castillo. El volum de feina del nou càrrec l'obligà, però, a abandonar la seva faceta de dramaturg.
El 1661 fou ascendit a oficial segon de la secretaria d'Estat, càrrec que transmeté, amb consentiment del rei, el 1665 a favor del seu fill, Francisco Antonio de Solís, fruit d'una relació extramatrimonial amb Maria Eugenia de Losada. La mort prematura d'aquest al cap d'uns mesos feu que recuperés el càrrec.
El 1667 fou ordenat sacerdot, la qual cosa no afectà el seu treball com a cronista d'Índies; treball que conclogué l'any 1682 amb la redacció final de la Historia de la conquista de Méjico, población y progresos de la América Septentrional, conocida por el nombre de Nueva España. L'obra, que no es publicà per raons econòmiques fins al 1684, tingué una gran repercussió. De la primera impressió a la darrera el 2018, se n'han publicat més de seixanta edicions en castellà, francès, italià, anglès i alemany.
Solís morí a Madrid el 19 d'abril de 1686 i rebé sepultura al convent de Santa Anna, on descansaven les despulles del seu fill i de Maria Eugenia de Losada.

## Obres dramàtiques

### Comèdies
- Amor y obligación, 1627
- La gitanilla, 1632
- El doctor Carlino, 1635
- La más dichosa venganza, 1635
- El amor al uso, 1640
- Eurídice y Orfeo, 1640. Estrenada el 1643
- Amparar al enemigo, 1642
- El Pastor Fido, 1652. En col·laboració amb Antonio Coello i Calderón de la Barca.
- Las Amazonas, 1655
- Eurídice y Orfeo, 1655 (reelaboració)
- La renegada de Valladolid, 1655. En col·laboració Francisco Antonio de Monteser i Diego de Silva.
- Un bobo hace ciento, 1656
- El alcázar del secreto, 1657
- La gitanilla, 1657 (reelaboració)
- Triunfos de amor y fortuna, 1658
- Amor es arte de amar, 1660. Inacabada.

### Entremesos
- Los trajes, 1643
- El despejado y la gallega, 1643
- Las vecinas, 1643
- El retrato de Juan Rana. Representación graciosa, 1652
- Los volatines, 1656
- Juan Rana, poeta, 1656
- El niño caballero, 1658
- Entremés del salta en banco, 1658

### Sainets
- Fiestas bacanales, 1655
- Sainete para dar fin a la comedia de Pico y Canente, 1655
- Aguardad Supremo Dioses, 1658

### Lloes
- Loa para la compañía de Prado, 1635
- Representación panegírica, 1637
- Loa para una comedia doméstica, 1640
- Loa para la comedia Eurídice y Orfeo, 1643
- Loa para la comedia darlo todo y no dar nada, 1651
- Loa para la comedia Eurídice y Orfeo, 1655
- Loa para la comedia Las amazonas, 1655
- Loa para la comedia La renegada de Valladolid, 1655
- Loa para la comedia Un bobo hace ciento, 1656
- Loa para la comedia Pico y Canente, de Luis de Ulloa y Pereira, 1656
- Loa para la comedia Triunfos de Amor y Fortuna, 1658
- Loa para la comedia Hipomenes y Atalanta, de Francisco Antonio de Monteser, 1658

## Obra històrica
- Historia de la conquista de Méjico, población y progresos de la América Septentrional, conocida por el nombre de Nueva España, 1684